# Elliot (Südafrika)
Elliot ist eine Stadt in der südafrikanischen Provinz Ostkap. Sie liegt in der Gemeinde Sakhisizwe im Distrikt Chris Hani.

## Geographie
Elliot hat etwa 14.376 Einwohner (Volkszählung 2011). Am häufigsten wird isiXhosa gesprochen. Die Stadt liegt südlich von Lesotho in den südlichen Ausläufern der Drakensberge. Nahegelegene Städte sind Barkly East 65 Kilometer nordwestlich und Nqanqarhu rund 80 Kilometer nordöstlich. Nach der Stadt ist in der Lithostratigraphie die Elliot-Formation benannt.

## Geschichte
Elliot wurde 1885 gegründet und erhielt 1911 Gemeindestatus. Der Ort wurde nach Sir Henry George Elliot benannt, der von 1891 bis 1902 Chief magistrate des Transkei-Gebietes war.

## Wirtschaft und Verkehr
Elliot liegt an der Fernstraße R58, die Elliot unter anderem mit Barkly East und Ngcobo verbindet, und der R56, die nach Molteno und Maclear führt. Elliot liegt an der Bahnstrecke Sterkstroom–Maclear, die im Güterverkehr bedient wird. Nördlich der Stadt liegt der Flugplatz Elliot (ICAO-Code FAET).

## Sohn der Stadt
- John T. Robinson (1923–2001), Paläoanthropologe